# CA Newell’s Old Boys
Club Atlético Newell’s Old Boys (wym. [ˈkluβ aˈtletiko ˈɲuls olˈβojs]) – argentyński klub sportowy (znany głównie z sekcji piłki nożnej) z siedzibą w mieście Rosario, w prowincji Santa Fe. Występuje w rozgrywkach Primera División. Domowe mecze rozgrywa na obiekcie Estadio Marcelo Alberto Bielsa.

## Osiągnięcia
- Mistrz Argentyny – 6 razy: 1974 (Metropolitano), 1987/88, 1990/91, 1992 (Clausura), 2004 (Apertura), 2013
- Finalista Copa Libertadores – 2 razy: 1988 (porażka w finale z Nacionalem Montevideo), 1992 (porażka w finale z Săo Paulo FC)

## Historia
Klub został założony w dniu 3 listopada 1903 roku przez byłych uczniów „Colegio e Internado Mercantil Anglo-Argentino”, popularnie zwanego „Colegio Newell” – brytyjskiego liceum w Rosario. Nazwa klubu pochodzi od nazwiska dyrektora i trenera piłkarskiego Isaaca Newella.
Barwami klubu są czerwień i czerń zaczerpnięte z flag Niemiec i Wielkiej Brytanii.
W latach 1994–2000 w zespole juniorskim trenował Lionel Messi, odchodząc z niego do Barcelony.

## Aktualny skład
Stan na 27 kwietnia 2024.
| Nr | Poz. | Piłkarz                                   |
| -- | ---- | ----------------------------------------- |
| 1  | BR   | Lucas Hoyos                               |
| 2  | OB   | Carlos Ordóñez                            |
| 4  | OB   | Augusto Schott                            |
| 5  | PO   | Rodrigo Fernández (wypożyczony z Santosu) |
| 6  | OB   | Jherson Mosquera                          |
| 9  | NA   | Guillermo May                             |
| 10 | PO   | Éver Banega                               |
| 12 | BR   | Ramiro Macagno                            |
| 13 | PO   | Juan Sforza                               |
| 14 | OB   | Armando Méndez                            |
| 15 | PO   | Franco Díaz                               |
| 16 | OB   | Brian Calderara                           |
| 18 | NA   | Brian Aguirre                             |
| 20 | NA   | Ignacio Schor (wypożyczony z Platense)    |

| Nr | Poz. | Piłkarz                                       |
| -- | ---- | --------------------------------------------- |
| 21 | OB   | Leonel Vangioni                               |
| 23 | OB   | Ángelo Martino                                |
| 24 | NA   | Genaro Rossi                                  |
| 25 | OB   | Víctor Velázquez                              |
| 27 | NA   | Jeremías Pérez Tica                           |
| 33 | PO   | Jerónimo Cacciabue                            |
| 36 | PO   | Esteban Fernández (wypożyczony z River Plate) |
| 37 | OB   | Ian Glavinovich                               |
| 38 | NA   | Giovani Chiaverano                            |
| 44 | NA   | Francisco González                            |
| 47 | PO   | Guillermo Balzi                               |
| 55 | OB   | Tomás Jacob                                   |
| 99 | NA   | Ignacio Ramírez                               |